# Научно-исследовательский институт садоводства, виноградарства и виноделия имени академика М. Мирзаева
Научно-производственное организация по садоводству, виноградарству и виноделию (узб. Akademik M.Mirzayev nomidagi bog‘dorchilik, uzumchilik va vinochilik ilmiy tadqiqot instituti) - единственная  организация в Узбекистане по данной отрасли.

## История
Институт был организован в 1898 году на базе Туркестанской сельскохозяйственной опытной станции.
Туркестанская сельскохозяйственная опытная станция проводила исследования по садоводству, виноградарству, хлопководству, овощеводству, лубяным культурам, рису, пшенице и кормовым культурам. На базе проведенных работ в станции были созданы новые научные организации, отраслевые опытные станции, со временем они стали институтами.

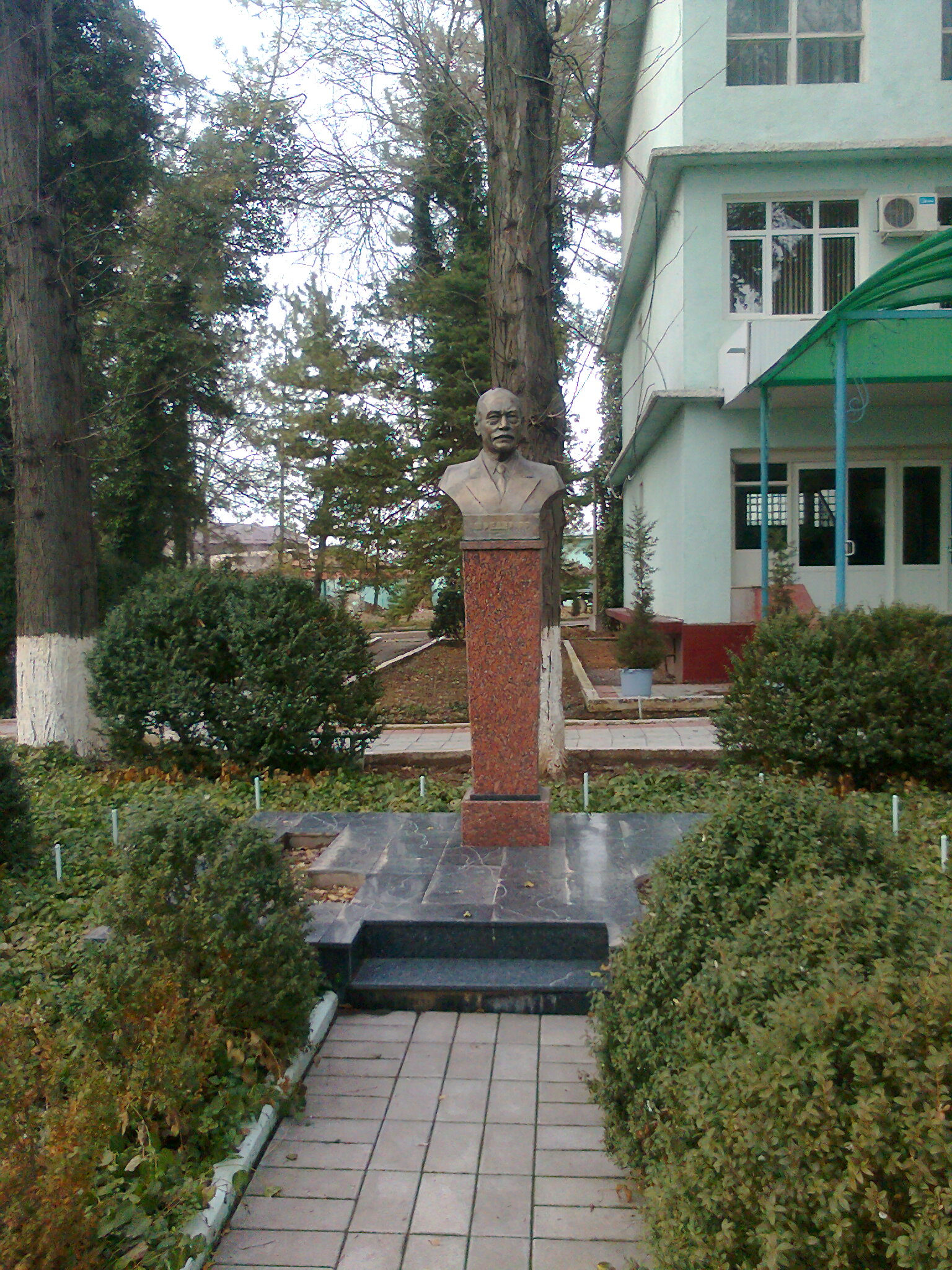
Основатель и выдающийся ученый-агроном Р. Р. Шредер

Р. Р. Шредер был директором и научным руководителем Туркестанской сельскохозяйственной опытной станции на протяжении 42 лет. В 1928 году за выдающие заслуги по развитию садоводства и других отраслей сельского хозяйства опытной станции присвоено его имя. В 1947 году Узбекистанская садоводческая опытная станция преобразовано в Научно-исследовательский институт плодово-ягодных культур имени Р. Р. Шредера.
С 1949 по 2000 годы — более 50 лет развитие института был неразрывно связано, с именем ученика и последователя Р. Р. Шредера — академика М.Мирзаев. В 1956-57 годы по решению правительства Узбекистана все научные организации занимающиеся садоводством и виноградарством переданы в распоряжение института. Это создало условие для проведения комплексных исследований в области плодоводства, виноградарство и выращивания посадочного материала на различных экологических условиях, а также позволило науке стать ближе к требованиям производства.
В 2013 году институту дано имя крупного деятеля садоводства и виноградарства академика Махмуда Мирзаева. C 2019—2020 гг. в институте ведутся научные исследования по изучению самых различных плодовых культур и винограда в Узбекистане на основе Постановления Правительства Республики Узбекистан.

## Задачи института
Основной задачей по развитию научных исследований — решение актуальных вопросов стоящих перед садоводством, виноградарством и виноделием. Также в задачи входят следующие:
- передача лучших сортов плодовых культур и винограда в Государственное сортоиспытание;

- изучение биохимии, биотехнологии и физиологии плодовых культур и винограда;
- защита плодовых культур и винограда от вредителей и болезней, технология производства экологически чистой продукции;
- хранение, переработка и стандартизация плодовых культур и винограда, внедрение научных достижении в производство;
- разработка технических средств и агрегатов, использующихся в садоводстве и виноградарстве и внедрение их в производство;
- подготовка докторов наук, расширение и укрепление международного сотрудничества по садоводству и виноградарству с ведущими зарубежными[где?] научными организациями, высшими учебными заведениями и центрами, в установленном порядке привлечение зарубежных[где?] грантов, обмен сотрудниками, опыта и информации;

## Структура института
В состав института входит Каракалпакский, Андижанский, Бандиханский, Бостанлыкский горный, Бухарский, Джизакский, Кашкадарьинский, Навоийский, Наманганский, Самаркандский, Сурхандарьинский, Чархинский, Ферганский и Хорезмский научно-опытные станции, кроме этого две опытных винзавода.

## Проведенная научная работа
Селекционерами института за 2000—2016 годы были переданы в Государственную комиссию по сортоиспытанию 36 сорта плодовых культур и винограда, 25 из них включены в Государственный Реестр сельскохозяйственных культур Узбекистана. За последние 16 лет 9 сортов яблони, 2 — груши, 1 — персика, 1 — черешни, 1 — земляники, 4 — золотистой смородины, по одному лимона, апельсина, мандарина и один сорт винограда включен в Государственный Реестр.
В 2017 г. в садах и виноградниках Узбекистана выращивались более 61 % сортов яблони, 49 % груши, 43 % винограда, 90 % земляники, 65 % айвы, 60 % персика, 90 % смородины, 90 % орехоплодных культур выведенных в институте.

## Галерея

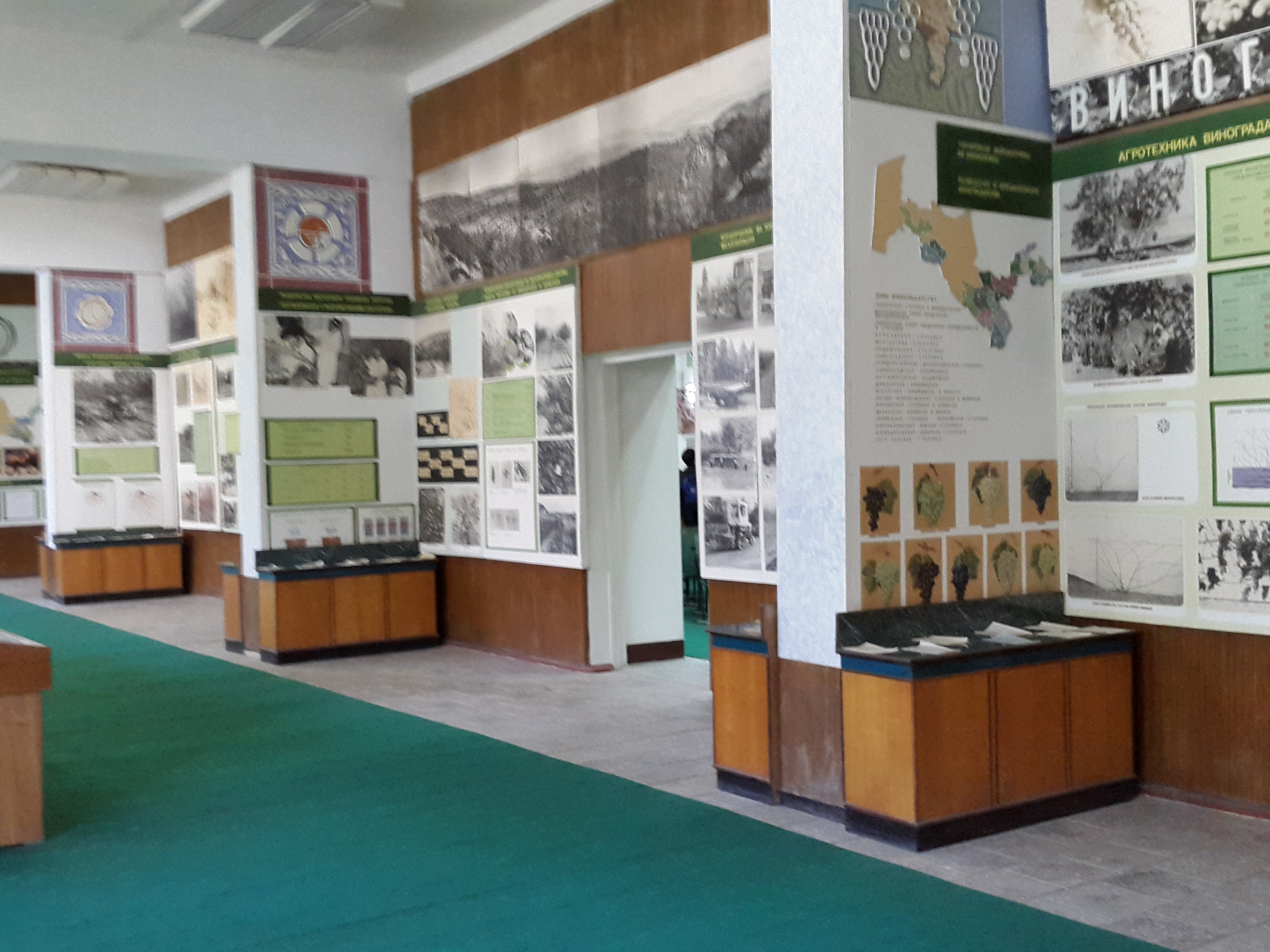
Музей института
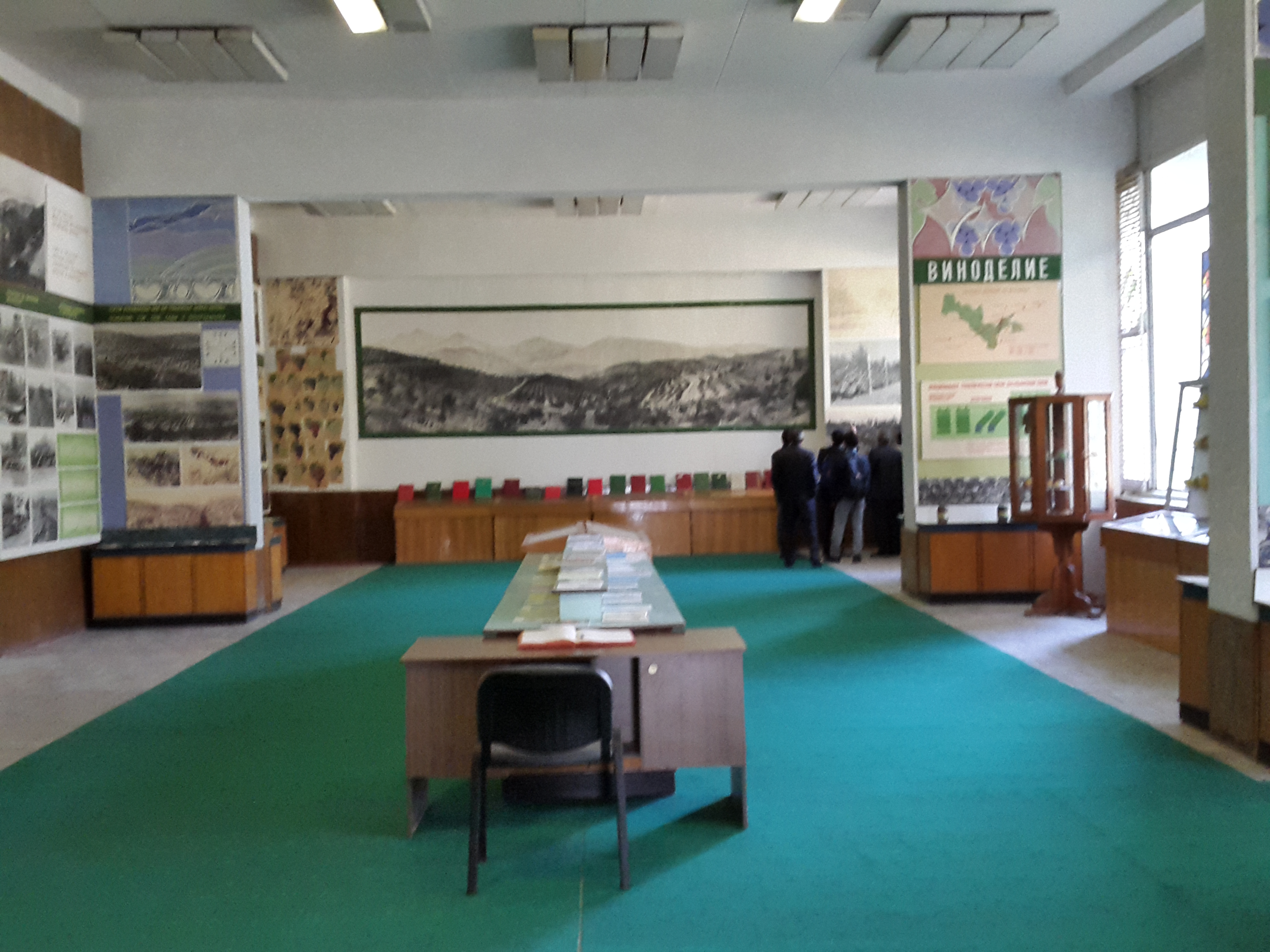
Фойе музея института
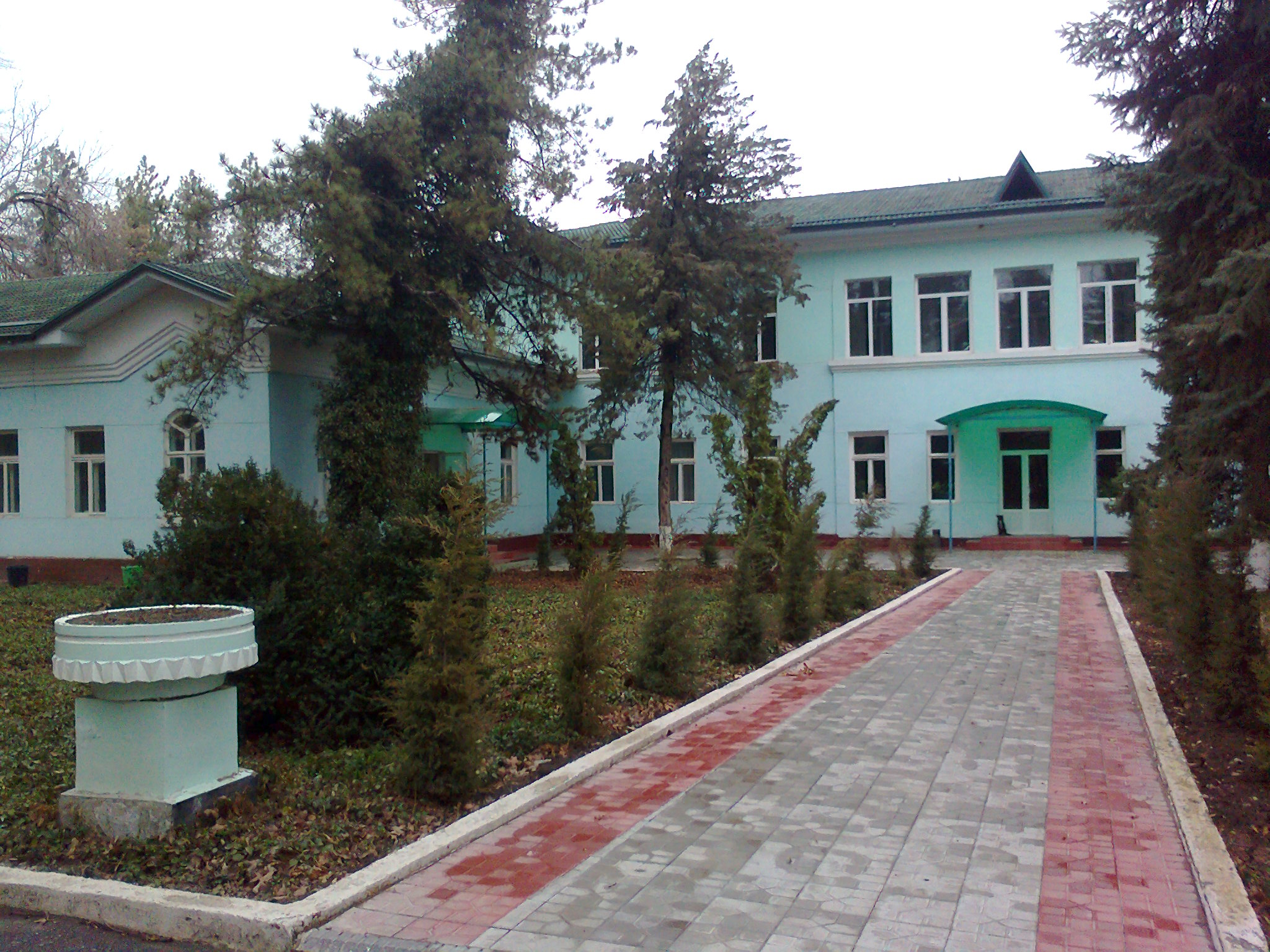
Лабораторное здание
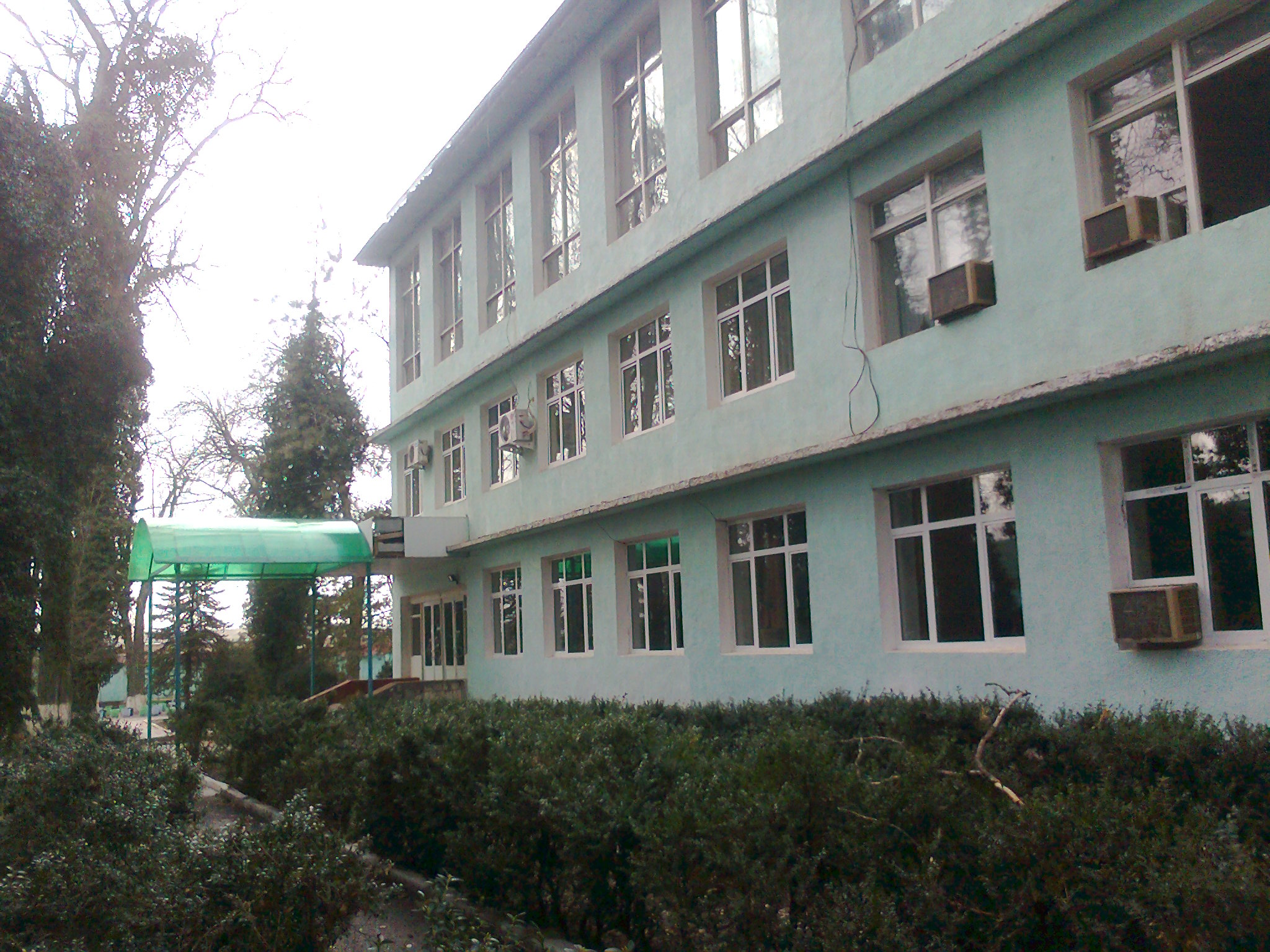
Главный корпус института